# Higashiyama-ku (Kyōto)
Higashiyama-ku (japanisch 東山区, deutsch „östlicher Bergbezirk“) ist einer von elf Stadtbezirken (ku) von Kyōto, Japan.

## Geschichte
Er wurde am 1. April 1929 eingerichtet, indem er von Shimogyō-ku abgetrennt wurde. 1931 wurde der bis dahin selbständige Ort Yamashina zu Kyoto eingemeindet und vorübergehend ein Teil von Higashiyama, bis er 1976 zu einem eigenen Bezirk Yamashina-ku erhoben wurde. 

## Geografie

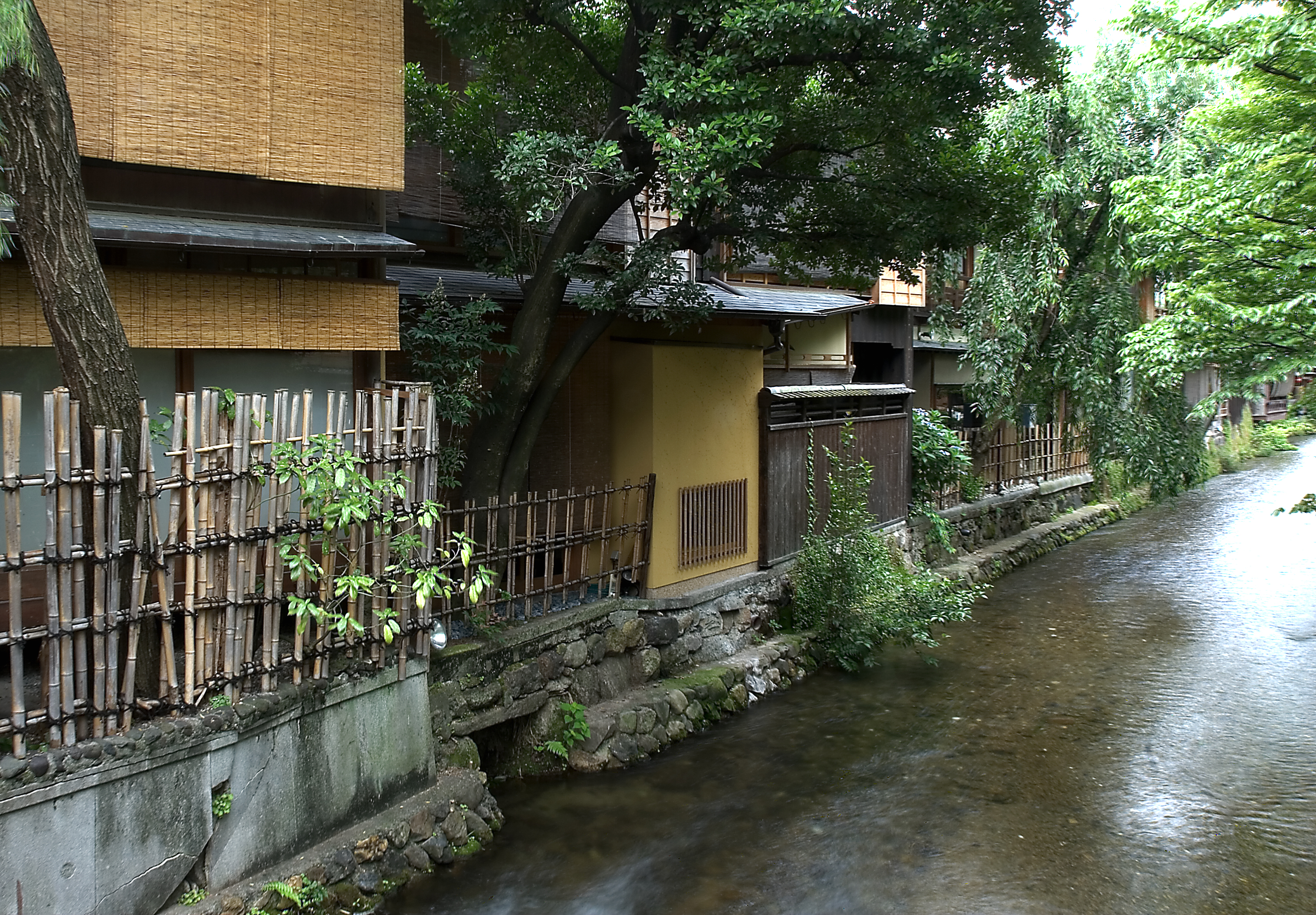
Der Shirakawa-Kanal im Ortsteil Gion mit den Rückseiten einiger Teehäuser

Higashiyama liegt zwischen dem Fluss Kamo und der Higashiyama-Bergkette und wird annähernd von der Sanjō-Straße im Norden  und der Jūjō-Straße im Süden begrenzt. Das Gebiet liegt außerhalb des historischen Stadtkerns von Kyoto. Im Westen besteht es überwiegend aus Wohngebieten, im Osten aus Wald, im Norden, zwischen dem Kamo und der Higashi-Oji-Straße liegt ein Geschäftsviertel und im Süden ein Gewerbegebiet. 
Durch viele städtebauliche Beschränkungen, die die Entwicklung erschweren, geht die Einwohnerzahl des Bezirks ständig zurück. Higashiyama hat die kleinste Bevölkerung aller Bezirke Kyotos und überproportional viele ältere Einwohner.

## Sehenswürdigkeiten
Viele Orte, die für die japanische Higashiyama-Kultur des 15. Jahrhunderts entscheidend waren, liegen in diesem Bezirk oder in  Sakyō-ku. Das Vergnügungsviertel Gion um die gepflasterten Straßen Ninenzaka und Sannenzaka, die zum Weltkulturerbe Kiyomizu-dera führen, steht unter besonderem Schutz, um die traditionelle Architektur der Gebäude zu erhalten. Weitere Tempel und Schreine des Bezirks sind der Tōfuku-ji, der Kennin-ji, der Kōdai-ji, der Imakumano Kannon-ji und der Sanjūsangen-dō. Das Nationalmuseum Kyōto und der 24 m hohe Ryōsen-Kannon steht ebenfalls in Higashiyama-ku.
Der Maruyama-Park besteht seit 1886.

## Söhne und Töchter
- Murata Akira (1921–2006), Unternehmer